# Operación Quito
La Operación Quito fue una operación secreta de espionaje y manipulación mediática llevada a cabo por Reino Unido en Argentina entre 2006 y 2011, revelada por Edward Snowden y reportada en 2015.
La operación se realizó bajo la premisa de garantizar la seguridad de las islas Malvinas, reclamadas por Argentina y ocupadas por Reino Unido.

## Historia
Edward Snowden, exagente de la Agencia de Seguridad Nacional (NSA) de Estados Unidos, filtró a Todo Noticias reportes del GCHQ fechados en agosto de 2008, que fueron investigados en cooperación con The Intercept, donde se describía que una división suya, el Joint Threat Research Intelligence Group, realizó una serie de operaciones de espionaje a «los militares y líderes» argentinos y también para «prevenir que Argentina recupere las islas Malvinas, manipulando las mentes humanas a través de las redes sociales».
El objetivo era «infiltrar personas en las redes sociales generando información falsa, fuentes apócrifas, contactándose con periodistas, operando en foros, haciéndose pasar por argentinos para inclinar la opinión pública local a favor de los ingleses».